# 拉扎尔·布兰科夫
拉扎尔·布兰科夫（1912年7月17日—2011年12月3日），南斯拉夫共产党，共产主义政治家，1949年被指控参与以拉依克·拉斯洛为首的“托洛茨基间谍集团”案，遭到逮捕，判处无期徒刑。1956年被大赦释放，此后移居法国安度晚年。